# Polonia Warszawa (koszykówka)
Polonia Warszawa – polski męski klub koszykarski z siedzibą Warszawie, mistrz Polski z 1959, dziesięciokrotny wicemistrz Polski, 46-krotny uczestnik Polskiej Ligi Koszykówki, trzeci klub w Polsce (po Śląsku Wrocław i Lechu Poznań) oraz pierwszy w Warszawie z największą liczbą rozegranych sezonów na najwyższym szczeblu ligowym.

## Sukcesy
- Mistrzostwo Polski (1): 1959[1];
- Wicemistrzostwo Polski (11): 1929, 1930, 1931, 1932, 1934, 1935, 1939, 1954, 1957, 1960, 1976[1];
- Brązowy medal Mistrzostw Polski (4): 1933, 1972, 2004, 2005[1];
- Puchar Polski (3): 1934, 1969, 1975[1]

## Historia

### Lata międzywojenne
Początki polonijnej koszykówki łączy się z istniejącą od 1925 r. Sekcją Gier Sportowych w Klubie Sportowym Polonia Warszawa. Pierwszy udokumentowany mecz koszykarze Polonii rozegrali 8 stycznia 1928 z AZS-em Warszawa.
Klub uczestniczył już w pierwszych w historii mistrzostwach Polski w koszykówce męskiej rozegranych w 1928, w których zajął 5. miejsce. Już w następnej edycji Polonia zdobyła wicemistrzostwo Polski, ustępując tylko Cracovii.
Do wybuchu II wojny światowej Polonia aż siedmiokrotnie (1929, 1930, 1931, 1932, 1934, 1935, 1939) zdobywała wicemistrzostwo Polski, raz (1933) uplasowała się na trzecim miejscu. W 1934 zdobyła również Puchar Polskiego Związku Gier Sportowych (ówczesna nazwa Pucharu Polski).
Pierwszymi gwiazdami koszykarskiej Polonii byli Wacław Zgliński i Edward Ałaszewski – reprezentanci Polski w koszykówce, ale też piłkarze Czarnych Koszul. Największą postacią był niewątpliwie Jerzy Gregołajtys – członek wszystkich medalowych drużyn Polonii. Poloniści odnosili również sukcesy na arenie międzynarodowej. Jerzy Gregołajtys, a także dwaj inni wicemistrzowie Polski z 1939 – Jerzy Rossudowski i Bohdan Bartosiewicz – współtworzyli reprezentację narodową, która w 1939 zajęła trzecie miejsce na mistrzostwach Europy w koszykówce mężczyzn.

### Powojenna odbudowa
II wojna światowa dramatycznie przerwała rozwój sekcji. W powstaniu warszawskim polegli medaliści przedwojennych mistrzostw Polski – Stanisław Czyżykowski i Jerzy Rossudowski. Jerzy Gregołajtys w trakcie wojny trafił do oflagu, później osiadł w Wielkiej Brytanii.
Sekcja koszykówki reaktywowana została w 1948 za sprawą małżeństwa Ireny Kameckiej-Jaźnickiej i Henryka Jaźnickiego – przedwojennych członków koszykarskich drużyn Polonii. W 1951 koszykarze Polonii (wówczas grający jako Kolejarz Warszawa) dowodzeni przez grającego trenera Władysława Maleszewskiego awansowali do I ligi (ówczesny najwyższy poziom rozgrywkowy), a w 1954 zdobyli wicemistrzostwo Polski. Sukces ten powtórzyli w 1957, w składzie z przyszłymi wybitnymi reprezentantami Polski – Januszem Wichowskim i Jerzym Piskunem.

### Mistrzostwo Polski i sukcesy w Pucharze Europy
W 1959 pierwsza drużyna Polonii Warszawa – wzmocniona rok wcześniej graczami Sparty/Spójni Warszawa zdobyła mistrzostwo Polski. Polonia triumf zawdzięczała przede wszystkim Januszowi Wichowskiemu – królowi strzelców sezonu.
Po mistrzowskim sezonie Polonię opuścił jeden z architektów sukcesu, trener Władysław Maleszewski, który zasilił lokalnego rywala – Legię. W 1960 Polonia w walce o mistrzostwo Polski ustąpiła właśnie Legii i zdobyła wicemistrzostwo.
Brak obrony mistrzowskiego tytułu Polonia powetowała sobie w Pucharze Europy. Po dwukrotnym pokonaniu fińskiego Panterreit Helsinki oraz (także dwukrotnie) słynnej FC Barcelony – klub awansował do półfinału Pucharu Europy, w którym dopiero pokonało go Dynamo Tbilisi.
Półfinał Pucharu Europy był zwieńczeniem tamtej drużyny. Po sezonie 1959/60 klub opuścili czołowi gracze: Janusz Wichowski i kapitan Witold Zagórski, którzy przeszli do Legii. Polonia, z czołowej drużyny w Polsce, stała się drużyną środka, czy wręcz dołu tabeli. Pozostała w lidze m.in. za sprawą znakomitych występów Jerzego Piskuna, króla strzelców sezonu 1961/62. Piskun był też w składzie reprezentacji Polski, która w 1963 zdobyła srebrny medal mistrzostw Europy.

### Wicemistrzostwo Polski i pierwszy spadek
Polonia stopniowo zaczęła odbudowywać dawną pozycję. Drużynę w tym okresie prowadzili kolejni trenerzy – byli koszykarze Polonii: Zygmunt Ślesicki i Sławomir Złotek-Złotkiewicz, a w 2. połowie lat 60. Andrzej Gmoch. W 1969 Polonia zdobyła Puchar Polski, dzięki czemu zagrała w Pucharze Zdobywców Pucharów (znów odpadła po meczach z Dinamo Tbilisi), a w 1972, po 12 latach przerwy, powróciła na ligowe podium, zajmując 3. miejsce.
W następnych sezonach klub zajmował miejsca w drugiej połowie tabeli. W 1975 Polonia zdobyła Puchar Polski i uplasowała się tuż za ligowym podium. Rok później koszykarze Polonii zdobyli wicemistrzostwo Polski. W 1978 klub po raz pierwszy w historii spadł do II ligi, wrócił na najwyższy poziom jednak już rok później.

### Lata 80. i 90.
W latach 80. Polonia nie była w stanie nawiązać do sukcesów z wcześniejszych lat. Klub w latach 1978–1991 w ekstraklasie występował czterokrotnie – w edycjach 1979/80, 1982/83, 1984/85 i 1986/87. Początek lat 90. dawał nadzieję na odzyskanie dawnej pozycji – w 1991 Polonia trenowana przez Marka Jabłońskiego awansowała do I ligi, w której – dzięki sponsoringowi firmy Nadbuże i wzmocnieniom składu – była uważana za jeden z silniejszych zespołów. Jednak już pierwszy sezon zweryfikował plany – sponsor zbankrutował, a Polonia zajęła 5. miejsce. Sezon później była na 6. pozycji, a w sezonie 1993/94 do samego końca walczyła o utrzymanie, które udało się wywalczyć przede wszystkim dzięki Wojciechowi Królikowi, królowi strzelców tego sezonu. W następnym sezonie – już bez Królika w składzie – klub spadł z ekstraklasy. Przed sezonem 1995/96 miał jeszcze szansę na wywalczenie awansu w turnieju barażowym, jednak nie udało mu się tego osiągnąć. W latach 1995–1999 Polonia grała w II lidze.

### Era Warbudu, SPEC i Azbudu
Przełomem w historii klubu był rok 1998. Zespół koszykarzy Polonii przejęła wówczas największa firma budowlana w Warszawie – Warbud. W 2000 zespół prowadzony przez Amerykanów Tyrone Thomasa i Roberta Shepherda awansował do Polskiej Ligi Koszykówki.
Pierwsze sezony po powrocie do ekstraklasy nie przyniosły sukcesów – w 2000/01 Polonia zajęła 9., a w 2001/02 – 5. miejsce. W 2002/03 klub awansował do półfinałów, jednak uległ w nich Prokomowi Trefl Sopot, a w walce o 3. miejsce Śląskowi Wrocław. Brązowy medal – pierwszy medal od 29 lat – udało się klubowi zdobyć rok później pod wodzą trenera Wojciecha Kamińskiego, w walce o 3. miejsce pokonując Anwil Włocławek.
W trakcie sezonu 2004/05 ze sponsoringu Polonii wycofał się Warbud, co spowodowało duże problemy finansowe klubu. Mimo to – głównie dzięki pozyskaniu wsparcia Stołecznego Przedsiębiorstwa Energii Cieplnej – ponownie udało się jej zdobyć brązowy medal. Jednak długi powstałe po odejściu sponsora wpływały znacząco na pozycję Polonii w następnych latach. W trakcie sezonu 2005/06 z funkcji trenera zrezygnował Wojciech Kamiński – zastąpił go dotychczasowy asystent, a wcześniej wieloletni koszykarz Polonii Paweł Czosnowski, a klub zajął dopiero 11. miejsce w lidze i nie awansował do play-offów.
W kolejnych sezonach Polonia zajmowała miejsca w drugiej połowie tabeli, kilkukrotnie walcząc o utrzymanie w lidze (w sezonie 2007/2008 udało się to dopiero w ostatnim meczu z AZS Koszalin, wygranym dopiero w dogrywce). Przed sezonem 2010/11 klub znalazł się na skraju nieprzystąpienia do sezonu przez problemy finansowe wynikające z wycofania się sponsora – krakowskiej firmy Azbud. Ostatecznie Polonia przystąpiła do rozgrywek, jednak był to ostatni sezon występów w ekstraklasie – na kolejny Polska Liga Koszykówki nie przyznała klubowi licencji.

### Czasy MKS-u
Drużyna Polonii ponownie pojawiła się w rozgrywkach ligowych w sezonie 2012/13. Do najniższej, III ligi, zespół zgłosił młodzieżowy MKS Polonia Warszawa. W debiutanckim sezonie zawodnikom prowadzonym przez Andrzeja Kierlewicza nie udało się wywalczyć awansu. Mimo to w następnych sezonach Polonia występowała w II lidze, do której trafiła za sprawą zaproszenia od Polskiego Związku Koszykówki.
Przed sezonem 2014/15 doszło do przesilenia w klubie. Wskutek zawirowań organizacyjnych w MKS Polonia, czołowi zawodnicy wraz z trenerem Andrzejem Kierlewiczem odeszli do nowo powstałego klubu KK Warszawa. Drużyna MKS-u w sezonie 2015/16 składała się głównie z niepełnoletnich zawodników, wygrała zaledwie 4 mecze i ponosząc aż 24 porażki spadła z II ligi. MKS Polonia Warszawa zgłaszał jeszcze drużyny do III ligi w latach 2016–2018 i 2019/20. Zespoły oparte na młodzieżowcach zajmowały miejsca na dole tabeli.

### KKS Polonia Warszawa
Na przełomie roku 2020 i 2021 zawiązała się inicjatywa mająca na celu odbudowę dawnej potęgi męskiej koszykówki Polonii Warszawa. Z inicjatywy Fundacji Nasza Warszawa (prowadzącej dotychczas klub KK Warszawa), a także Fundacji Horizon+ i Fundacji Kultywowania Tradycji Koszykarzy Polonii Warszawa zgłoszono drużynę Polonii Warszawa do II ligi. Trenerem zespołu został Andrzej Kierlewicz, kapitanem – Marcin Dutkiewicz, wychowanek Polonii, zawodnik drużyny, która w 2005 zdobyła brązowy medal. W II lidze w sezonie 2021/22 Polonia nie przegrała ani jednego meczu i po 36 wygranych z rzędu awansowała do I ligi. Od sezonu 2022/23 drużyną KKS-u Polonia Warszawa zarządza Projekt 1P sp. z o.o.

## Klub w rozgrywkach ligowych
| Sezon   | Liga                    | Pozycja | Uwagi                            |
| ------- | ----------------------- | ------- | -------------------------------- |
| 1972/73 | Polska Liga Koszykówki  | 7       | [ 5 ]                            |
| 1973/74 | Polska Liga Koszykówki  | 7       | [ 6 ]                            |
| 1974/75 | Polska Liga Koszykówki  | 4       |                                  |
| 1975/76 | Polska Liga Koszykówki  | 2       |                                  |
| 1976/77 | Polska Liga Koszykówki  | 5       |                                  |
| 1977/78 | Polska Liga Koszykówki  | 9       | spadek                           |
| 1978/79 | I liga                  | 1       | awans                            |
| 1979/80 | Polska Liga Koszykówki  | 10      | spadek                           |
| 1980/81 | I liga                  | 2       | [ 7 ]                            |
| 1981/82 | I liga                  | 1       | awans                            |
| 1982/83 | Polska Liga Koszykówki  | 9       | spadek                           |
| 1983/84 | I liga                  | 2       | awans                            |
| 1984/85 | Polska Liga Koszykówki  | 12      | spadek                           |
| 1985/86 | I liga                  | 1       | awans                            |
| 1986/87 | Polska Liga Koszykówki  | 11      | spadek                           |
| 1987/88 | I liga                  | 3       | [ 8 ]                            |
| 1988/89 | I liga                  | 6       | [ 9 ]                            |
| 1989/90 | I liga                  | 5       |                                  |
| 1990/91 | I liga                  | 1       | awans                            |
| 1991/92 | Polska Liga Koszykówki  | 5       |                                  |
| 1992/93 | Polska Liga Koszykówki  | 6       |                                  |
| 1993/94 | Polska Liga Koszykówki  | 10      |                                  |
| 1994/95 | Polska Liga Koszykówki  | 11      | spadek                           |
| 1995/96 | I liga                  | 4       |                                  |
| 1996/97 | I liga                  | 6       |                                  |
| 1997/98 | I liga                  | 4       |                                  |
| 1998/99 | I liga                  | 9       |                                  |
| 1999/00 | I liga                  | 1       | awans                            |
| 2000/01 | Polska Liga Koszykówki  | 9       |                                  |
| 2001/02 | Polska Liga Koszykówki  | 5       |                                  |
| 2002/03 | Polska Liga Koszykówki  | 4       |                                  |
| 2003/04 | Polska Liga Koszykówki  | 3       |                                  |
| 2004/05 | Polska Liga Koszykówki  | 3       |                                  |
| 2005/06 | Polska Liga Koszykówki  | 10      |                                  |
| 2006/07 | Dominet Bank Ekstraliga | 12      |                                  |
| 2007/08 | Polska Liga Koszykówki  | 10      |                                  |
| 2008/09 | Polska Liga Koszykówki  | 9       |                                  |
| 2009/10 | Tauron Basket Liga      | 7       |                                  |
| 2010/11 | Tauron Basket Liga      | 10      |                                  |
| 2013/14 | II liga                 | 8       | [ 10 ]                           |
| 2014/15 | II liga                 | 6       | [ 11 ]                           |
| 2015/16 | II liga                 | 12      | spadek                           |
| 2016/17 | III liga                | 13      | [ 13 ]                           |
| 2017/18 | III liga                | 11      | [ 14 ]                           |
| 2018/19 | –                       | –       | klub nie przystąpił do rozgrywek |
| 2019/20 | III liga                | 14      | [ 15 ]                           |
| 2020/21 | –                       | –       | klub nie przystąpił do rozgrywek |
| 2021/22 | II liga                 | 1-2     | awans                            |
| 2022/23 | I liga                  | 8       |                                  |

| Oznaczenie kolorami |
| ------------------- |
| I poziom ligowy     |
| II poziom ligowy    |
| III poziom ligowy   |

## Nazwy klubu
Nazwy zespołu z uwzględnieniem nazw sponsorów:
- 1997/98 – Polonia Polmos Warszawa
- 1998/99-2003/04 – Polonia Warbud Warszawa
- 2004/05-2007/08 – Polonia SPEC Warszawa
- 2008/09 – Polonia Gaz Ziemny Warszawa
- 2009/10 – Polonia Azbud Warszawa
- 2012/13-2019/20 – MKS Polonia Warszawa
- od 2021/22 – KKS Polonia Warszawa

## Zawodnicy
Obcokrajowcy
- Alfonso Kalinauskas  (1989)
- Aleksander Kuzin  (1989/1990)
- Aleksander Nikolajew  (1989/1990)
- Aleksiej Ugriumow  (1990–1993)
- Siergiej Żełudok  (1990–1993)
- Calvin Laing  (1993)
- William Walker  (1989)
- Goran Karadžić  (1998)
- Djordje Palfi  (1998)
- Siergiej Swietnik  (1998/1999)
- Robert Shepherd  (1999/2000)
- Tyrone Thomas  (1999/2000)
- Will Carlton  (2000)
- Matt Fish  (2000)
- Igor Miličić  (2000)
- Mladen Silobad  (2000)
- Sladjan Stojković  (2000/2001)
- Tim Young  (2000)¹
- Jarrod Gee  (2000/2001)
- Walter Jeklin  (2000–2005)
- Goran Kalamiza  (2000–2003)
- Demetrius Cherry  (2001)
- Greg Grant  (2001)
- Mekeli Wesley  (2001)
- James Havrilla  (2001/2002)
- Andrius Jurkūnas  (2001/2002)
- John Taylor  (2001/2002)
- Alvydas Tenys  (1/2002)
- Duane Cooper  (2002)¹
- Oleg Kożeniec  (2002)
- Glen Whisby  (2002)
- Rolandas Jarutis  (2002–2004)
- Ed O’Bannon  (2002/2003)¹
- Eric Taylor  (2002/2003, 2004–2006)
- Antonio Harvey  (2003)¹
- Jason Keep  (2003)
- Arturas Masiulis  (2003)
- Eric Elliott  (2003–2005)
- Rolandas Jarutis  (2002–2004)
- Vincent Jones  (2003/2004)
- Samir Lerić  (2003–2005)
- Jeff Nordgaard  (2003–2005)¹
- Inus Norville  (2002/2004)
- Arvydas Straupis  (2004)
- Otis Hill  (2004/2005)
- Brandun Hughes  (2005/2006, 2009/2010)
- Robert Owens  (2005/2006)
- Janavor Weatherspoon  (2005)
- Ricky Shields  (2005)
- Jeff Stern  (2006)
- Rolandas Alijevas  (2006/2007)
- Chaz Carr  (2006/2007)
- Antonio Hudson  (2006/2007)
- Ryan Lorthridge  (2006/2007)
- Grady Reynolds  (2006/2007)
- Kenny Walker  (2006/2007)
- Jeremy Hunt  (2007)
- Carlos Rivera  (2007)
- Greg Harrington  (2007–2009)
- David Lucas  (2007/2008)
- Paul Miller  (2007/2008)
- Norman Richardson  (2007/2008)¹
- Tyrone Riley  (2007/2008)
- Tommy Adams  (2008/2009)
- Michael Ansley  (2008–2010)¹
- Kevin Johnson  (2008/2009)
- Jitim Young  (2008/2009)
- Matt Kingsley  (2009)
- Josh Alexander  (2009/2010)
- Eddie Miller  (2009/2010)
- Harding Nana  (2009–2011)
- Tony Easley  (2010/2011)
- Darnell Hinson  (2010/2011)
- David Palmer  (2010/2011)

¹ – zawodnik z wcześniejszym doświadczeniem w NBA